# Palais Wilhelm Ellis Rau (Varsovie)
Le palais Wilhelm Ellis Rau (polonais : Pałacyk Wilhelma Ellisa Raua) est un palais situé sur l'Aleje Ujazdowskie, dans l'arrondissement de Śródmieście, à Varsovie.

## Sources
- (pl) Cet article est partiellement ou en totalité issu de l’article de Wikipédia en polonais intitulé « Pałacyk Wilhelma Ellisa Raua w Warszawie » (voir la liste des auteurs).